# Scientific Literacy
Der Ausdruck Scientific Literacy wird in der deutschsprachigen, naturwissenschaftsdidaktischen Literatur in der Regel mit „naturwissenschaftliche Grundbildung“ übersetzt. In den PISA-Studien spielt Scientific Literacy als einer der drei Erhebungsbereiche eine entscheidende Rolle. 

## Bedeutung des Begriffs
Der Begriff Scientific Literacy hat im anglo-amerikanischen Sprachraum eine lange Tradition. Er findet sich z. B. im Common Framework of Science Outcomes der kanadischen Bildungsminister (Council of Ministers of Education) wieder. Klieme et al. halten dieses Dokument für ein gutes Beispiel, wie in einem föderalen System nationale Standards über Länder- oder Provinzgrenzen hinweg entwickelt werden können. Daher ist es in der Diskussion über die Einführung nationaler Bildungsstandards in Deutschland von Bedeutung. In der Präambel ist dort geschrieben: “Scientific literacy is an evolving combination of the science-related attitudes, skills, and knowledge students need to develop inquiry, problem-solving, and decision-making abilities, to become lifelong learners, and to maintain a sense of wonder about the world around them.”
Die Übersetzung des Begriffs als „naturwissenschaftliche Grundbildung“ wird von vielen deutschsprachigen Autoren kontrovers diskutiert und teilweise abgelehnt, da der deutsche Bildungsbegriff weiter greift als die mit Scientific Literacy verbundenen Ansätze. Aktuelle Konzeptionen zu Scientific Literacy sehen diese als einen Weg zur gesellschaftlichen Partizipation. Dabei umfasst sie nach Gräber et al. drei Dimensionen:
- Wissen (Sachkompetenz, epistemologische Kompetenz),
- Handeln (Lernkompetenz, kommunikative Kompetenz, soziale Kompetenz, prozedurale Kompetenz) und
- Bewerten (ethisch-moralische Kompetenz, ästhetische Kompetenz).[4]

In diesem Zusammenhang kann Scientific Literacy ein wichtiger Aspekt der Allgemeinbildung sein, wenn sie vielfältig nutzbar und anschlussfähig ist. Das heißt, sie muss anwendbar und für das Individuum in der Gesellschaft nützlich sein.

## Definition im Rahmen der PISA-Studie
Für die PISA-Studie 2006, in welcher der Bereich Scientific Literacy den Erhebungsschwerpunkt bildete, wurde die Definition des Begriffs gegenüber PISA 2000 und PISA 2003 erweitert. Sie umfasst damit auch affektive Aspekte. Demnach beschreibt Scientific Literacy die Fähigkeit:
- naturwissenschaftliches Wissen anzuwenden, um Fragestellungen zu erkennen, sich neues Wissen anzueignen, naturwissenschaftliche Phänomene zu beschreiben und aus Belegen Schlussfolgerungen zu ziehen,
- die charakteristischen Eigenschaften der Naturwissenschaften als eine Form menschlichen Wissens und Forschens zu verstehen,
- zu erkennen und sich darüber bewusst zu sein, wie Naturwissenschaften und Technik unsere materielle, intellektuelle und kulturelle Umwelt formen, sowie die Bereitschaft,
- sich mit naturwissenschaftlichen Ideen und Themen zu beschäftigen und sich reflektierend mit ihnen auseinanderzusetzen.[5]

### Teilkompetenzen von Scientific Literacy
Die Rahmenkonzeption von PISA 2006 unterscheidet drei Teilkompetenzen: 
- naturwissenschaftliche Fragestellungen erkennen
- naturwissenschaftliche Phänomene erklären und
- naturwissenschaftliche Evidenzen nutzen.